# ГЕС Ліннамяе
ГЕС Ліннамяе (ест. Linnamäe hüdroelektirjaam) — мала гідроелектростанція на півночі Естонії, за три десятки кілометрів на схід від Таллінна. Певний час, до відновлення ГЕС Ягала-Йоа, була найпотужнішим об'єктом гідроенергетики в цій рівнинній країні.
Станцію спорудили на річці Ягала у 1922—1924 роках за проєктом фінського інженера Axel Werner Juselius. Річку за 3,5 км нижче від водоспаду Ягала та за 1,5 км від її впадіння у Фінську затоку Балтійського моря перекрили греблею. Ця бетонна споруда має довжину 40 метрів, гребінь на рівні 10,3 метра НРМ та включає інтегрований машинний зал. Останній був первісно обладнаний трьома турбінами типу Френсіс потужністю по 0,35 МВт. У 1941 році відступаючі радянські війська спробували підірвати станцію, гребля якої вціліла, проте був знищений рибохід (Ягала є одним із місць нересту лосося та ряду інших видів риб).
Відновлена станція знов почала свою роботу у 2002 році. Тепер тут встановили три пропелерні турбіни загальною потужністю 1,15 МВт — по одній із показниками 0,341 МВт, 0,384 МВт та 0,427. Вони повинні виробляти близько 5 млн кВт·год електроенергії на рік (можливо відзначити, що історичний рекорд виробітки на старій станції — 6,48 млн кВт·год — був досягнутий у 1925 році).
Зв'язок з енергомережею забезпечує ЛЕП, розрахована на роботу під напругою 20 кВ.